# Kim Min-čong (judistka)
Kim Min-čong dříve známá jako Kim Un-kjong (* 8. srpna 1988) je korejská zápasnice-judistka.

## Sportovní kariéra
V jihokorejské reprezentaci se pohybuje od roku 2011 v těžké váze nad 78 kg. V roce 2012 se na olympijské hry v Londýně nekvalifikovala. V roce 2013 převzala místo reprezentační jedničky od jmenovkyně Kim Na-jong. V roce 2016 se jako úřadující asijská mistryně kvalifikovala na olympijské hry v Riu. V úvodním kole vyřadila na yuko domácí Brazilku Suelen Althemanovou. V dalším kole se však nechala chytit do držení od Kubánky Idalis Ortízové a spadla do oprav. Z oprav se dostala do boje o třetí místo proti Číňance Jü Sung. V závěrečné minutě nezachytila soupeřčino jednostranné levé o-soto-gari a prohrála na ippon. Obsadila 5. místo.

### Vítězství na mezinárodních turnajích
- 2013 - 1x světový pohár (Čedžu)
- 2014 - 2x světový pohár (Baku, Ulánbátar)
- 2015 - 1x světový pohár (Taškent)
- 2017 - 1x světový pohár (Oberwart)

## Výsledky
| Turnaj            | 2013       | 2014       | 2015       | 2016       | 2017       |
| Turnaj            | 25         | 26         | 27         | 28         | 29         |
| Turnaj            | Un-kjong   | Un-kjong   | Min-čong   | Min-čong   | Min-čong   |
| Turnaj            | těžká váha | těžká váha | těžká váha | těžká váha | těžká váha |
| ----------------- | ---------- | ---------- | ---------- | ---------- | ---------- |
| Olympijské hry    |            |            |            | 5.         |            |
| Mistrovství světa | 7.         | —          | úč.        |            | 3.         |
| Asijské hry       |            | 3.         |            |            |            |
| Mistrovství Asie  | —          |            | 2.         | 1.         | 2.         |
| Univerziáda       | 5.         |            | 2.         |            |            |